# الركوب (الملاح)

تعديل مصدري - تعديل

الركوب هي إحدى قرى عزلة الملاح بمديرية الملاح التابعة لمحافظة لحج، بلغ تعداد سكانها 162 نسمة حسب تعداد اليمن لعام 2004.